# Конрад III
Конрад III (1093 , Бамберг  — 15 лютого 1152 , Бамберг ) — король Німеччини з 1138 до 1152 року. Перший представник династії Гогенштауфенів на королівському троні.

## Життєпис

### Боротьба за владу
Народився в Бамберзі у родині Фрідриха I фон Бойрена Гогенштауфена, герцога Швабського та Агнеси, доньки імператора Генріха IV. Про молоді роки його мало відомостей. У 1125 році після смерти свого вуйка Генріха V, імператора, він підтримав брата, герцого Швабського Фрідріха II, який висунув претензію на імператорський трон. Втім перемогу здобув Лотар II з Саксонської династії. У 1127 році брати Гогенштауфени почали боротьбу проти нового імператора. У 1128 році Конрада Гогенштауфена обрано антикоролем Німеччини, а згодом у Мілані архієпископом Ансельмом V короновано на короля Італії.
Утім, рішучі дії імператора Лотара та його зятя Генріха Вельфа Гордого змусили Гогенштауфенів та їхніх прихильників скласти зброю. Вони були позбавлені всіх володінь. Після коронації Лотара на імператора у 1133 році, Конраду та Фрідриху Гогенштауфенам повернули володіння. Згодом Фрідрих Гогенштауфен зрікся влади й пішов до монастиря. Головою роду став Конрад.
1137 року, після смерті імператора Лотара III, сформувалася група впливових князів, яка вирішилася підтримати Конрада Гогенштауфена на противагу Генріху Вельфу, герцогу Баварському та Саксонському, не бажаючи посилення останнього. Тому 7 березня 1138 року на рейхстазі у місті Кобленц Конрада було обрано новим королем Німеччини, а 13 березня короновано в місті Аахен.

### Володарювання
Із самого початку Конрад III заявив, що Генріх Вельф не може володіти двома герцогствами. Розпочалася нова війна між Гогенштауфенами та Вельфами. Спочатку перемагали останні, але ситуація змінилася після раптової смерті Генріха Вельфа. Його брат Вельф VI та син Генріх не змогли дати належної відсічі королівським військам. Конрад III віддав Саксонію Альбрехту Ведмедю, а Баварію — своєму зведеному братові Леопольду IV Бабенбергу, герцогу Австрійському.
Для зміцнення влади Гогенштауфенів всередині Німеччини Конрад III домігся обрання Арнольда фон Віда архієпископом Кельнським, Хіліна — архієпископом Трирським, Конрада Бабенберга — єпископом Пассау.
У 1142 було укладено нову угоду з Вельфами, за якою Генріх Лев, син Генріха Вельфа Гордого, відновив свою владу над Саксонією. Того ж року імператор Конрад втрутився у внутрішні справи герцогства Богемія й відновив на троні Владислава II. Але спроба втрутитися у польські справи зазнала невдачу.
У 1147 році Конрад III домігся обрання свого сина Генріха спадкоємцем трону. Того ж року відправився у Другий хрестовий похід. Проте він виявився невдалим — німецькі військові сили зазнали нищівних поразок при Дорілеоні та Лаодікеї, після цього Конрад III відступив до Константинополя, а звідти відплив до Акри. Тут він з'єднався з Людовиком VII, королем Франції. Разом вони спробували захопити Дамаск, утім неузгодженість дій хрестоносців завадила цьому.
Восени 1148 року Конрад III повернувся до Німеччини. Через деякий час знову почались протистояння з родиною Вельфів. Врешті-решт, у 1150 році, Гогенштауфени перемогли у битві при Флохберзі. Вельфи вимушені були визнати факт передачі влади наступному з Гогенштауфенів. Перед смертю Конрад III передав королівські відзнаки своєму небожеві Фрідриху Барбороссі.
Конрад III використовував титул римського короля, але не був коронований на імператора.
Помер Конрад III 15 лютого 1152 року у Бамберзі.

## Родина
Дружина — Гертруда (1095—1130), донька Генріха, графа Ротенбурга й Комбурга.
Діти:
- Агнеса — дружина Ізяслава II Мстиславовича, великого князя Київського.
- Берта — дружина Германа III Церінгена, маркграфа Баденського

Дружина — Гертруда (1114—1146), донька Гебхарда II, графа Зульцбаха.
Діти:
- Генріх (1137—1150) — з 1147 король і співправитель Конрада III
- Фрідрих (1144—1167) — герцог Ротенбурга, герцог Швабії.